# Lorenzo Callegari
Lorenzo Callegari (ur. 27 lutego 1998 w Meudon) – francuski piłkarz włoskiego pochodzenia występujący na pozycji pomocnika. Wychowanek CSM Clamart, w trakcie swojej kariery grał także w takich zespołach, jak Paris Saint-Germain, Genoa, Ternana oraz Avranches. Młodzieżowy reprezentant Francji.